# THRaKaTTaK
THRaKaTTaK je koncertní album britské rockové skupiny King Crimson. Bylo vydáno v červnu 1996 (viz 1996 v hudbě).
THRaKaTTaK není běžné živé album, neboť je tvořeno výhradně instrumentálními improvizacemi. Ty sextet King Crimson hrál na koncertech na podzim 1995 v rámci skladby „THRAK“ ze stejnojmenného alba, jež skupina vydala v roce 1995. Hudebníci tedy nebyli obyčejnými koncertními hráči, ale i aktivními posluchači, neboť každý z nich improvizoval podle ostatních.
Skladba „Fearless and Highly THRaKked“ je obsažena na živém albu King Crimson on Broadway (1999) vydaném v rámci King Crimson Collector's Club. Její alternativní verze se pod názvem „Biker Babes of the Rio Grande“ nachází i na koncertní desce VROOOM VROOOM (2001).

## Seznam skladeb
Všechny skladby napsal(i) Adrian Belew, Bill Bruford, Robert Fripp, Trey Gunn, Tony Levin a Pat Mastelotto. 
| Pořadí         | Název                                                         | Nahráno | Délka |
| -------------- | ------------------------------------------------------------- | --- | ----- |
| 1.             | THRAK                                                         | New York (New York, USA), 21. listopadu 1995 | 2:20  |
| 2.             | Fearless and Highly THRaKked                                  | New York (New York, USA), 20. a 21. listopadu 1995 | 6:35  |
| 3.             | Mother Hold the Candle Steady While I Shave the Chicken's Lip | Nagoja, 8. října 1995, Tokio, 10. října, Saitama (Japonsko), 12. října 1995                                                                                                   | 11:18 |
| 4.             | THRaKaTTak (Part I)                                           | Tokio, 2. a 3. října 1995, Ósaka (Japonsko), 9. října 1995 | 3:42  |
| 5.             | The Slaughter of the Innocents                                | Tokio (Japonsko), 14. října 1995, Orlando (Florida, USA), 8. listopadu 1995, Atlanta (Georgie, USA), 11. listopadu 1995, Springfield (Massachusetts, USA), 17. listopadu 1995 | 8:03  |
| 6.             | This Night Wounds Time                                        | St. Petersburg (Florida, USA), 9. listopadu 1995, New York (New York, USA), 25., 27. a 29. listopadu 1995                                                                     | 11:16 |
| 7.             | THRaKaTTak (Part II)                                          | Rochester (New York, USA), 16. listopadu 1995, New York (New York, USA), 25. a 29. listopadu 1995                                                                             | 11:08 |
| 8.             | THRAK (Reprise)                                               | New York (New York, USA), 21. listopadu 1995 | 2:52  |
| Celková délka: | Celková délka:                                                | Celková délka: | 57:14 |

## Obsazení
- King Crimson
  - Adrian Belew – kytara
  - Robert Fripp – kytara, mellotron
  - Tony Levin – baskytara, Chapman Stick, elektrický kontrabas
  - Trey Gunn – Warr guitar
  - Bill Bruford – bicí, perkuse
  - Pat Mastelotto – bicí, perkuse